# Whip Hubley
Whip Hubley, właściwie Grant Shelby Hubley (ur. 28 sierpnia 1958 w Nowym Jorku) – amerykański aktor filmowy i telewizyjny.
Jest młodszym bratem aktorki Season Hubley (ur. 14 marca 1951), która w latach 1979–84 była żoną Kurta Russella, z którym ma syna Bostona (ur. 1980).
Po gościnnym występie w serialu CBS Magnum (Magnum, P.I., 1985) z Tomem Selleckiem, zadebiutował na dużym ekranie w melodramacie Ognie św. Elma (St. Elmo's Fire, 1985) u boku Emilio Esteveza, Roba Lowe, Demi Moore i Andie MacDowell. Grał potem w miniserialu ABC - ekranizacji książki Johna Jakesa Północ - Południe II (North and South, Book II, 1986) jako porucznik Stephen Kent, melodramacie sensacyjnym Tony’ego Scotta Top Gun (1986) u boku Toma Cruise i Kelly McGillis, dramacie Ruscy na Florydzie (Russkies, 1987) z Joaquinem Phoenixem i Summer Phoenix, thrillerze Piekielny motel (Desire and Hell at Sunset Motel, 1992) z Sherilyn Fenn, serialu MGM Flipper (1995–2000) w roli Toma Hamptona, filmie sensacyjnym Czarny Skorpion: Wstrząsy (Black Scorpion II: Aftershock, 1997) z Joan Severance oraz serialach: NBC Portret zabójcy (Profiler, 1997), Czarodziejki (Charmed, 2001) i CBS CSI: Kryminalne zagadki Miami (CSI: Miami, 2003).
Żonaty z Dinah Minot. Mają troje dzieci.